# Autoportrait camouflage
Autoportrait camouflage (en anglais : Camouflage Self-Portrait) est une œuvre réalisée en 1986 par l'artiste américain Andy Warhol. Le portrait de l'artiste au motif camouflage occupe le premier plan avec un fond noir. Il est conservé au Metropolitan Museum of Art de New York.

## Analyse
Andy Warhol a réalisé Autoportrait quelques mois avant sa mort, en février 1987.
Il utilise une photographie Polaroid de lui, avec le matériau de la peinture polymère acrylique et de la sérigraphie pour produire un motif de camouflage aux teintes vertes sur le visage entouré de noir.
Le Metropolitan Museum of Art décrit l'œuvre : « Warhol apparaît comme un masque obsédant et désincarné. Sa tête flotte dans un vide noir foncé et son visage et ses cheveux sont d'une pâleur fantomatique, couverts d'un motif de camouflage militariste de vert, de gris et de noir ».
Il y a un contraste entre l'impersonnalité du motif de camouflage, qui fait allusion au danger, et la personnalité de la tradition du portrait, où il y a un contact direct avec le spectateur, bien que dans ce cas avec une couverture illusoire protectrice. Les utilisations ambiguës du camouflage - attirer l'attention lorsqu'il s'agit d'un look à la mode et faire le contraire dans un usage militaire - ont fasciné Warhol.
Une version du Philadelphia Museum of Art utilise du rose et du magenta sur le même fond noir. Une autre version similaire à celle conservée au Philadelphia Museum of Art fait partie de la collection d'art moderne de la National Gallery of Victoria de Melbourne.

## Remarques
- (en) Cet article est partiellement ou en totalité issu de l’article de Wikipédia en anglais intitulé « Camouflage Self-Portrait » (voir la liste des auteurs).

1. 1 2 3  « Works of Art: Andy Warhol - Self Portrait », www.metmuseum.org
2. 1 2 3 4  "Camouflage Self-portrait", Philadelphia Museum of Art. Retrieved 2 March 2009.